# I successi di Domenico Modugno II
I successi di Domenico Modugno II è il secondo album registrato in studio da Domenico Modugno.

## Il disco
Dopo aver pubblicato 15 singoli a 78 giri l'anno precedente e nei primi mesi del 1955, l'RCA Italiana decide di racchiudere alcune delle canzoni incise in due album, usciti contemporaneamente (ed infatti il numero di catalogo è successivo, A10V 0029 e A10V 0030, così come simile è il titolo).
In questo secondo volume vengono riprese alcune canzoni non incluse nel precedente, ma già conosciute: per la precisione, La cicoria, Cavaddruzzu, Lu minaturi e Cavaddu cecu de la minera erano stati editi nel 1954, mentre gli altri quattro brani (Ninna nanna de lu puparu, Lu sceccareddu 'mbriacu, Lu tambureddu e Vitti 'na crozza) nei primi mesi del 1955.
Tutti i brani sono stati scritti da Modugno, tranne Vitti 'na crozza, che è un canto popolare siciliano.
La copertina riprende la foto del precedente (cambiano ovviamente i titoli delle canzoni).
In tutte le canzoni Modugno si accompagna alla chitarra, e nella canzone La cicoria canta insieme alla moglie, Franca Gandolfi; alcuni di questi brani verranno in seguito reincisi dall'autore (alcune più volte).
Come tutti i primi 33 giri di Modugno, anche questo è stato pubblicato nel formato 22 cm (cioè leggermente più piccoli dei normali LP).

## Tracce
LATO A
1. Lu minaturi
2. Lu tambureddu
3. Lu sceccareddu 'mbriacu
4. Ninna nanna de lu puparu

LATO B
1. Vitti 'na crozza
2. Cavaddu cecu de la minera
3. Cavaddruzzu
4. La cicoria